# Daniel Marsin
Daniel Marsin, né le 13 novembre 1951 à Pointe-à-Pitre (Guadeloupe), est un homme politique français. Il est membre et porte-parole au niveau national de La Gauche moderne (LGM), un mouvement politique fondé par Jean-Marie Bockel, un ancien membre du Parti socialiste.

## Biographie
Après des études de troisième cycle en économie publique et planification à l'Université Panthéon-Assas, et une spécialisation en gestion publique et privée, il a développé une carrière d'inspecteur et de cadre supérieur de banque.
C'est en septembre 1995 qu'il devient maire des Abymes après le décès brutal de René-Serge Nabajoth dont il était le premier adjoint. Réélu en 2001, il perd la mairie en 2008, battu par Éric Jalton.
Député de la 1re circonscription de la Guadeloupe de 1997 à 2002, il a été battu aux élections législatives de 2002, à la suite de dissensions à gauche.
Sénateur depuis 2004, il est membre du Rassemblement démocratique et social européen (RDSE). Au Sénat, il est vice-président de la commission de l'économie, du développement durable et de l'aménagement du territoire, président délégué du groupe France-Afrique de l'Ouest et membre de la Commission nationale d'évaluation des politiques de l'État outre-mer.
Il se représente lors des sénatoriales de 2011 mais il n'accède pas au second tour.

## Détail des fonctions et des mandats
Mandats locaux
- 1994 - 1997 : Conseiller général du canton des Abymes-4[6]
- 1995 - 2001 : Maire des Abymes
- 2001 - 2008 : Maire des Abymes
- depuis mars 2008 : Conseiller municipal des Abymes[7],[8]
- 2010 - 2014 : Conseiller régional de la Guadeloupe[9]

Mandats parlementaires
- 12 juin 1997 - 18 juin 2002 : Député de la 1re circonscription de la Guadeloupe[3]
- 1er octobre 2004 - 1er octobre 2011 : Sénateur de la Guadeloupe[4]